# Boesenbergia grandifolia
Boesenbergia grandifolia là một loài thực vật có hoa trong họ Gừng. Loài này được (Valeton) Merr. mô tả khoa học đầu tiên năm 1921.